# 다이잭

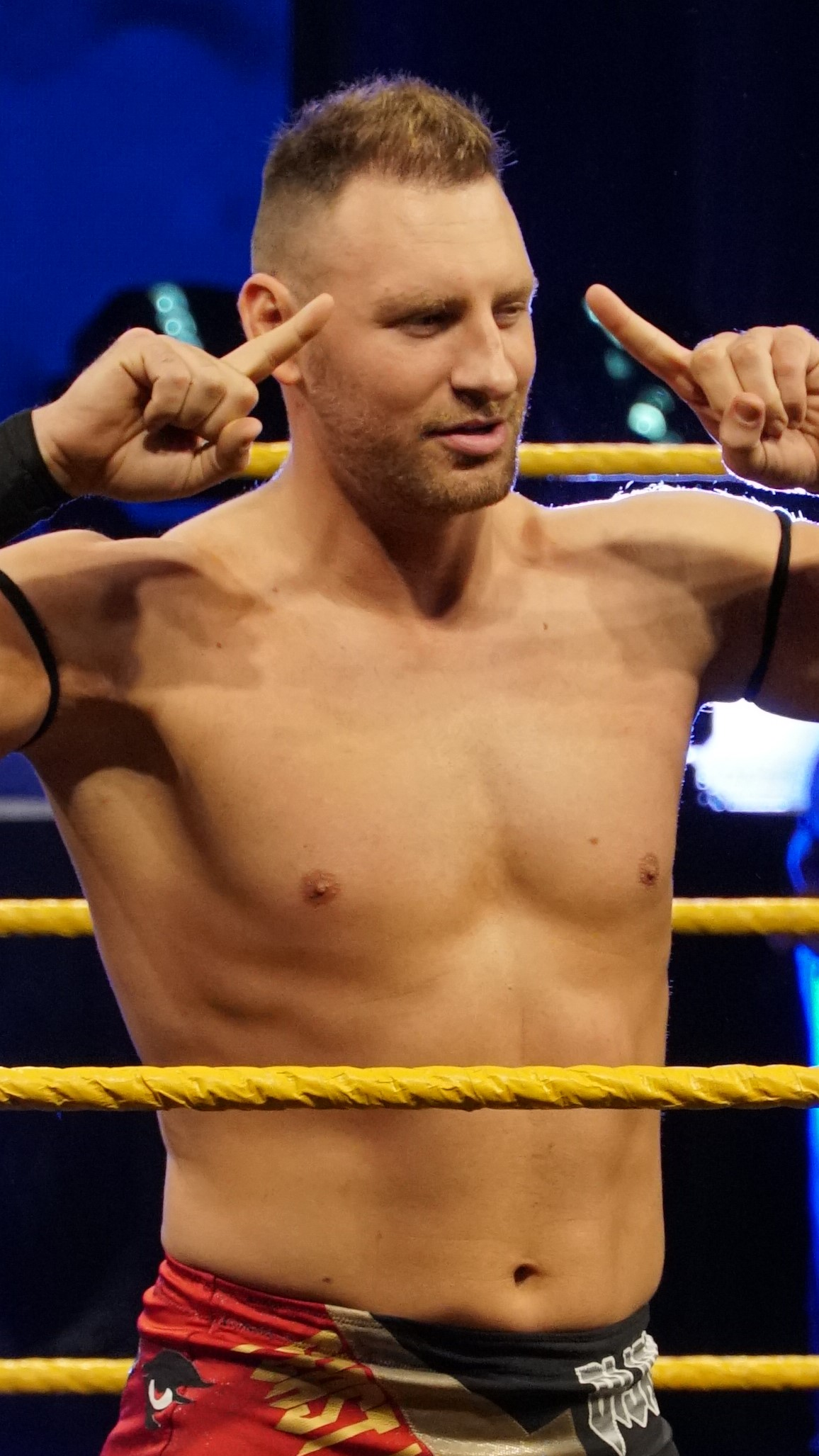

티-바(T-Bar, 1988년 4월 23일 ~ )는 미국의 남자 프로레슬링선수다. 2013년 프로레슬링 입문하면서 본명은 크리스토퍼 제임스 다이작(Christopher James Dijak)이다. 이전에는 WWE NXT 닉네임이 도미닉 다이자코빅(Dominik Dijakovic)라고 하는데 피니쉬는 피스트 유어 아이즈(아르젠틴 백브레이커 랙 드롭 니 리프트)라고 한다. 이것은 새미 게바라하고 비슷한 피니쉬이다. 또한 싯아웃 초크슬램이라는 것도 갖고 있다. 파이어맨즈 캐리 스파인버스터, 다이빙 스플래쉬, 런닝 파워슬램도 가지고 있다. 키는 203cm(6 ft 8 in)에다가 몸무게는 129kg(284 lb)나간다. 매우 건장한 체격이라서 그런지 이전에는 메이스하고 붙어다니다가 이제는 WWE Raw에서 활동을 하고 있다. 메이스는 WWE 스맥다운에서 활동을 하고 있는 상태이다. 그러나 2022년 11월 22일 WWE NXT 링네임이 현재 다이작(Dijak)이라는 가지고 있으며 사용을 하고 있다.

## Professional wrestling highlights
- Finishing moves
  - Diving splash - 2023
  - Feast Your Eyes (Argentine backbreaker rack drop knee lift)
  - Fireman's carry spinebuster
  - Running powerslam - 2023
  - Sitout chokeslam
- Signature movers
  - Backbreaker
  - Belly to belly suplex
  - Body slam
  - Moonsault
  - Running powerslam
  - Swinging side slam
- With Mace
  - Finishing moves
    - Double sitout chokeslam

  - Signature moves
    - Double delayed vertical suplex
    - Double flapjack
- Entrance themes
  - "Reckoning" by John Pregler and Anthony Militello and Karlo Castillo (WWE NXT; 2018-2019)
  - "Feast Your Eyes" by CFO$ (WWE NXT; 2019-2020)
  - "Vengeance" by CFO$ (WWE NXT; 2020)
  - "Shut 'Em Down" by Def Rebel (WWE; 2020-2021; used as member of Retribution and paired with Mace and in single competition)
  - "Shut 'Em Down (Remix)" by Def Rebel (WWE; 2021-2022)
  - "Driver" dy Def Rebel (WWE NXT/WWE; 2022-present)

## 수상
- CW 월드 헤비웨이트 챔피언 (1회)
- CW 월드 뉴 잉글랜드웨이트 챔피언 (1회)
- CW 월드 태그팀웨이트 챔피언 (1회) - 마이키 웨브
- 일레븐 트리플 크라운 챔피언
- 키스톤 컵 (2015)
- 랭크드 넘버 104 오브 더 탑 500 싱글즈 레슬링 인 더 PWI 500 인 2020
- PWR 월드 헤비웨이트 챔피언 (1회)
- 탑 프라스펙트 토너먼트 (2015)
- 월드 레슬메리카 헤비웨이트 챔피언 (1회)
- 쿠거 어워드 (2020) - 레트리뷰션